# Storia di Messina
Messina venne fondata dai Greci secondo Eusebio di Cesarea nel 757 a.C., con il nome di Zancle che in Lingua sicula significa Falce.
Tale data però risulta fortemente in contrasto con quanto detto da Tucidide che, pur tacendone la data di fondazione, la indica di origine calcidese e cumana. Essendo la fondazione di Cuma, da cui provenivano gli ecisti, del 750 a.C., appare evidente l'inaffidabilità dello storico latino.
Conquistata dal tiranno di Reghion, Anassilao, viene occupata da genti messene e per questo appellata Messenia. Subisce le vicende della spedizione ateniese in Sicilia e in seguito alla terza guerra greco-punica viene distrutta e spopolata per la vendetta di Imilcone a seguito della battaglia di Mozia (397).
I Romani la conquistarono nel 264 a.C. e, dopo la caduta dell'Impero romano d'Occidente, fu prima in possesso dei Bizantini e quindi degli Arabi. Vive il suo massimo splendore con Ruggero II di Sicilia e i suoi successori. Nella sua antichissima storia fu più volte Capitale del Regno di Sicilia.
Nel 1060 venne strappata dal Gran Conte Ruggero I di Sicilia all'ormai in rovina Emirato di Sicilia. 
Entrata a far parte integrante, come seconda capitale, del Regno di Sicilia, conobbe un grande sviluppo con le dinastie sveva e angioina, il Regno di Sicilia, fino al 1283, comprese anche tutta l'Italia meridionale. 
Dopo i Vespri Siciliani, Messina raggiunse grande prosperità, continuando ad essere capitale del Regno di Sicilia assieme a Palermo e, grazie al suo porto, uno tra i primissimi centri commerciali e tra le più grandi, fiorenti ed importanti città del mar Mediterraneo.
Fu per lunghi secoli la città siciliana più ricca, seconda nel Mezzogiorno d'Italia solo a Napoli. Nel 1674 si ribellò alla Corona di Spagna e ne subì successivamente la repressione. Fu toccata da un grave terremoto nel 1783. 
Entrò a far parte del Regno d'Italia dopo la spedizione dei Mille garibaldina, anche se la cittadella cadde solo il 12 marzo 1861.
Nel 1908 subì le distruzioni di un altro terribile terremoto e ancora dei bombardamenti della seconda guerra mondiale.

## Le origini sicule e la città greco-siceliota

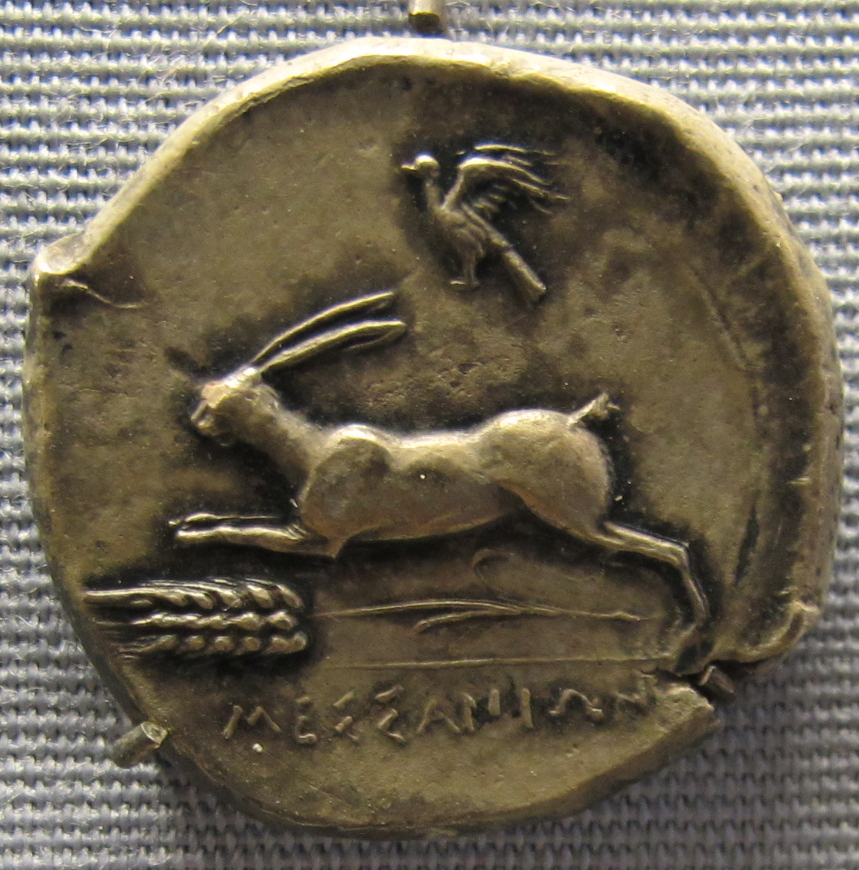
Tetradracma di Zankle-Messana, 461-396 a.C. circa

L'omonimo stretto compare già nell'Odissea di Omero come luogo di dimora dei mostri marini Scilla e Cariddi.
I ritrovamenti archeologici attestano la presenza di un villaggio dell'età del bronzo dotato di un approdo naturale e abitato da popolazioni sicane. Sullo stesso sito, a partire dal XII secolo a.C., si stanziarono i Siculi, giunti in Sicilia dall'Italia; furono questi ultimi a nominare questo sito Zancle, con il significato di "falce", in riferimento alla forma del braccio sabbioso di San Raineri, che chiude il grande porto naturale.
Il nuovo insediamento ellenico venne fondato intorno al 730 a.C., si trattava di una tra le prime colonie greche della Sicilia. Inizialmente la colonia conservò il nome, in lingua sicula, di Zancle. 
Secondo lo storico greco Tucidide i coloni provenivano dalla colonia calcidiese di Cuma in Magna Grecia (guidati da Periere) e dalla stessa madrepatria di Calcide nell'isola greca d'Eubea (condotti da Cratemene), madrepatria anche della stessa Cuma. Secondo il geografo latino Strabone i coloni erano originari di Naxos, la prima colonia calcidese nell'isola. La città sorse vicino al lembo nordorientale dell'isola, in posizione strategica di primissima importanza. Poco dopo, i calcidiesi fondarono un'altra colonia sulla sponda opposta dello stretto, Reghion, oggi Reggio Calabria, ottenendo così il controllo dell'importantissimo braccio di mare.
Nel 497 a.C., Ippocrate, Tiranno di Gela, conquistò Zancle insieme a Naxos e Leontini ove insediò tiranni a lui subalterni. Tuttavia, pochi anni dopo, Anassila, tiranno di Reggio, occupò la città, cacciando Ippocrate con l'aiuto di profughi provenienti dalla Ionia, fuggiti a causa della conquista di questa regione da parte dell'Impero Persiano. In questo frangente, si insediarono in Zancle altri coloni, provenienti dall'isola di Samo e da altre località dell'Egeo a cui si aggiunsero altre genti dalla Messenia, regione greca della quale Anassila era originario. Il tiranno reggino tenne il dominio su entrambe le sponde dello stretto e diede alla città il nome di Messanion, dalla patria originaria dei suoi avi. Le due città dello Stretto, pur governate da Anassila, erano sotto il controllo di Gerone I di Siracusa. Dopo la morte di Anassila, nel 461 a.C., entrambe le città ne cacciarono i figli, pur rimanendo nella sfera di influenza di Siracusa.
Zancle (ora rinominata Messene) dal punto di vista etnico, era abitata da una popolazione mista di Ioni, Messeni e Siculi che, col passare dei decenni, si amalgamarono, quasi sempre pacificamente, in un unico popolo che, per lingua e cultura (dopo il Congresso di Gela del 424 a.C.) può essere definito "siceliota". Detta commistione etnica si verificò in tutte le colonie greche di Sicilia. 
Dal punto di vista territoriale, Messene controllava l'estrema propagine nord-orientale della Sicilia, la Chora (o territorio sotto la sua giurisdizione) si estendeva (oltre alla città sullo Stretto) alla costa tirrenica tra il Capo Peloro e il Capo Milazzo e alla costa ionica fino al Promontorio Argenno, inclusa la montuosa parte interna dei Peloritani. Nelle zone rivierasche o collinari sorgevano vari centri abitati come Mylae, Nauloco, Elis e Phoinix dedite all'agricoltura e alla pesca; esistevano anche importanti giacimenti minerari di oro e argento siti sul versante ionico dei Monti Peloritani nei pressi del villaggio di Nisa. Nelle zone più interne, sui Peloritani, vi erano fitti boschi e ricchi pascoli con villaggi abitati soprattutto da Siculi dediti alla pastorizia, tra questi insediamenti agro-pastorali vale la pena ricordare Mankarru. 
Nel 405 a.C., il Tiranno di Siracusa Dionisio I detto il vecchio si proclamò "Arconte di Sicilia", riuscendo a riunificare saldamente sotto il suo dominio la parte dell'Isola sita ad est del Fiume Salso, Messene costituì l'estrema propaggine settentrionale dello Stato siceliota di Dionisio I.
Nel 396 a.C., durante la Terza Guerra tra greco-sicelioti e punici, il generale cartaginese Imilcone II, per impedire che arrivassero aiuti a Dionisio I dall'Italia o dalla Grecia, espugnò e distrusse Messene, avanzando verso sud per attaccare Siracusa. Posta sotto assedio la capitale siceliota, l'esercito cartaginese venne però decimato da una pestilenza che consentì a Dionisio I di approfittarne per contrattaccare Imilcone, distruggere il suo esercito e ricacciarlo in Africa. La città venne ricostruita e ripopolata da Dionisio I.
Nel 344 a.C., con la cacciata di Dionisio II, ultimo regnante della Dinastia dei Dionisii, venne instaurata la democrazia col "Buon Governo" di Timoleonte, la città di Messene beneficiò di una certa autonomia amministrativa, entrando a far parte della Simmachia, cioè di una confederazione di città siceliote che manteneva sempre come centro nevralgico la città di Siracusa. 
Tale status si protrasse fino al 316 a.C., quando Agatocle, con un golpe, rovesciò il regime democratico-repubblicano gestito dai successori di Timoleonte. A Messana trovarono rifugio molti oppositori di Agatocle, ragion per cui il nuovo Tiranno decise di conquistare la città al fine di annientare i propri nemici.
Uscito vittorioso e ormai padrone indiscusso di Siracusa e di quasi tutta la Sicilia, Agatocle costituì il "Regno di Sicilia" che unificava in un'unica monarchia ellenistica tutta la Sicilia ad est del Fiume Platani, rendendo pure tributarie le popolazioni dei Siculi e Sicani ancora stanziate nell'interno. 
Agatocle, riprendendo la politica imperialista di Dionisio I, fu il primo a proclamarsi "Basileus tes Sikelìas" cioè "Re di Sicilia".
Il regno siceliota agatocleo si estendeva sulla parte orientale e centrale della Sicilia, su Akragas e sul suo circondario, sulla Calabria meridionale e su alcune città italiote non ancora cadute sotto il giogo romano. Messina era quindi al centro di un regno ellenistico che, pur avendo Siracusa come capitale, si estendeva su quasi tutta la Sicilia e su parte dell'Italia meridionale; solo l'estremità occidentale della Sicilia rimaneva in mano ai Cartaginesi.
Nel 288 a.C. vi si insediarono i mercenari Mamertini, di stirpe sabellica che avevano combattuto per conto di Agatocle.
Dopo la morte di Agatocle, i Mamertini fecero di Messina la base delle loro razzie, fino a quando la città con venne conquistata dai cartaginesi che cacciarono i Mamertini in Calabria. Poco tempo dopo i Mamertini sbarcarono nuovamente a Messina, annientarono la guarnigione cartaginese ivi stanziata e chiamarono in aiuto i Romani provocando lo scoppio della prima guerra punica tra Roma e Cartagine.

## Messina romana

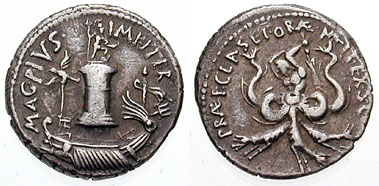
Moneta di Sesto Pompeo raffigurante Scilla e la Colonna Reggina, simboli dello Stretto nell'antichità

Apriamo questa sezione di storia messinese in epoca romana con un brano del celebre oratore e avvocato ante-litteram Marco Tullio Cicerone che nelle Verrine cita Messina:
"Gaio Eio (questo me lo concederanno senza discutere tutti coloro
che si sono recati a Messina) è il mamertino più ragguardevole in
quella città sotto tutti i punti di vista. La sua casa è senza paragone la
più nobile di Messina, e senza dubbio la più conosciuta, la più
disponibile per i nostri concittadini, un modello di ospitalità. Prima
dell'arrivo di Verre questa casa era così adorna da rappresentare un
ornamento anche per la città. Infatti proprio Messina, che deve le sue
bellezze alla posizione naturale, alle mura e al porto, è addirittura
sprovvista e priva di quegli oggetti di cui costui si diletta. 4. Ora, in
casa di Eio c'era una cappella privata molto antica, oggetto di grande
venerazione, lasciatagli dai suoi antenati: in essa spiccavano quattro
bellissime statue di squisita fattura, universalmente note, che
potevano deliziare non solo codesto fine intenditore, ma anche
ciascuno di noi, che costui chiama profani: la prima era Cupido di
marmo, opera di Prassitele [...]
Ma, per tornare alla cappella privata di Eio, c'era da una parte questa
statua marmorea di Cupido, di cui sto parlando, dall'altra un Ercole di
bronzo di fattura egregia, attribuito se non erro a Mirone (e l'attribuzione
è sicura). Parimenti, di fronte a queste divinità, stavano due
piccoli altari che potevano far comprendere a chiunque il carattere sacro
della cappella: si trovavano inoltre due statue in bronzo di modeste
proporzioni, ma di straordinaria eleganza, che rappresentavano nel
portamento e nel modo di vestire quelle fanciulle che, con le braccia
sollevate, sostengono sul capo un canestro con certi arredi sacri
secondo il costume delle ragazze ateniesi: si chiamano appunto Canefore. [...]"
Cicerone, Actio secunda in Verrem, «Quattro statue in una cappella privata a Messina» (3-5).
Consegnata dai Mamertini ai Romani nel 264 a.C., ottenne dopo la fine della guerra lo status di civitas libera et foederata (città libera ed alleata, formalmente indipendente), unica in Sicilia insieme a Tauromenium (Taormina) e Neaiton. Il nome greco Messanion fu tradotto in latino come Messana.
Durante l'età repubblicana, nel II secolo a.C. subì ancora attacchi durante le guerre servili scoppiate a causa dell'insofferenza dei siciliani al dominio romano. 
Cicerone, nelle orazioni contro Verre, la definì civitas maxima et locupletissima (città grandissima e ricchissima).
Pompeo attaccò nel 49 a.C. la flotta cesariana che si riparava nel porto della città. Successivamente divenne una delle principali basi di Sesto Pompeo, che vi sconfisse la flotta di Ottaviano e venne in seguito saccheggiata dalle truppe di Lepido. In seguito divenne probabilmente municipio.
Delle vicende della città in epoca imperiale non sappiamo quasi nulla.
Secondo la tradizione, San Paolo approdò sulla costa ionica della città e vi predicò il Vangelo.
Nel 407, sotto l'Imperatore bizantino Arcadio, Messina fu costituita in "protometropoli" della Sicilia e della Magna Grecia esentandola da ogni imposizione fiscale e accordandole un vessillo con la croce d’oro in campo rosso.
Dopo la caduta dell'Impero romano d'Occidente, Messina conobbe le brevi ed insignificanti parentesi barbariche di Vandali, Eruli ed Ostrogoti, poi entrò nell'orbita dell'Impero bizantino, da allora fu governata da magistrati propri chiamati "Stratigoti".

## Messina nel Medioevo

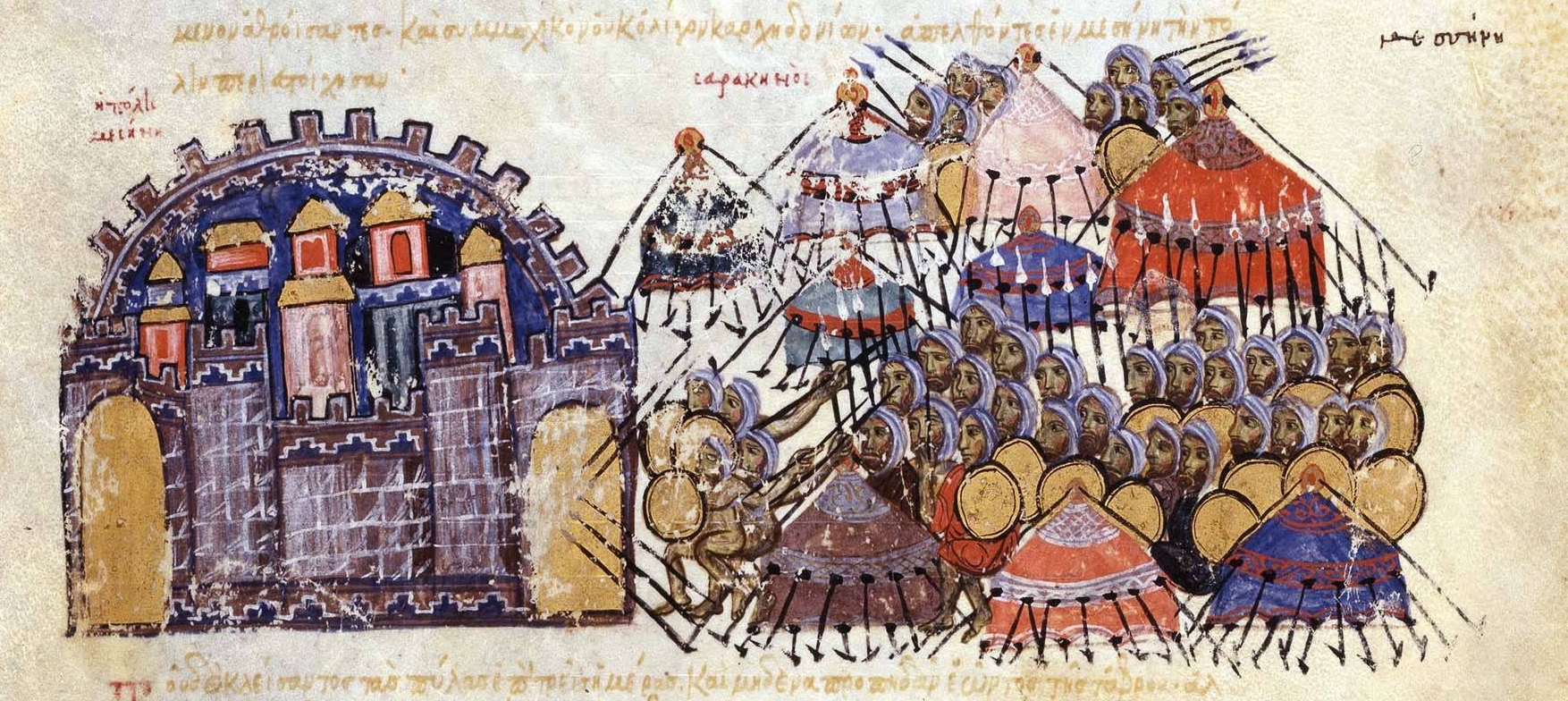
L'assedio di Messina, nell'1040

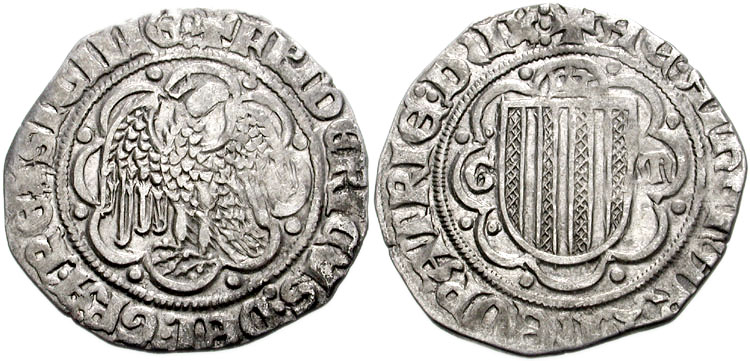
moneta argentea di Federico IV d'Aragona, detto "il Semplice" (1355-1377), coniata nella zecca di Messina

Messina divenne un importante centro greco-bizantino. Dopo aver opposto una valorosa resistenza, fu conquistata nell'843 dagli arabi, entrando a fare parte dell'Emirato di Sicilia. Durante questo periodo, la città conobbe una profonda decadenza.
Con la caduta di Rometta, ultima roccaforte dei Bizantini, nel 965 tutta la Sicilia era ormai unificata nell'Emirato di Sicilia. In quegli anni si costituì la Sacra Milizia dei Verdi per difendere il SS Sacramento portato agli infermi o in processione. Secondo la leggenda, furono proprio nobiluomini messinesi a sollecitare l'intervento dei Normanni contro gli Arabi. 
Nel 1061, la città entra a fare parte dei domini del Gran Conte Ruggero I di Sicilia, che iniziò la riconquista cristiana della Sicilia.
Pochi anni dopo, nel XII secolo, con la nascita del Regno di Sicilia ad opera di Ruggero II, la città si riprese economicamente e demograficamente e godette di un lunghissimo periodo di opulenza. Messina diede i natali e vide fiorire eminenti personalità: a titolo di esempio si citi Guido delle Colonne, esponente di spicco della Scuola siciliana. 

Da questo periodo ininterrottamente Messina esercitò il ruolo di metropoli della Sicilia orientale e della Calabria, punto di riferimento sotto gli aspetti economico, politico, militare, culturale, artistico e religioso sia per le città della vicina Calabria che per tutte quelle della Sicilia orientale.
La città, sin dall'XI secolo, si fregiava di numerosi privilegi concessi dai re di Sicilia, che esaltarono il ruolo già rilevantissimo del suo porto, facendola divenire capitale economica della Sicilia e la fecero, al pari di Palermo, capitale del Regno. Messina fu dotata di una Zecca e di un arsenale e fu fondato il monastero Basiliano del S. S Salvatore, centro di cultura siculo-greco-bizantina, di cui restano importanti codici, come anche il monastero basiliano di San Filippo il Grande . Risalgono a questo periodo molti importanti monumenti: il Duomo cittadino (che poi subì molte modifiche), la SS Annunziata (detta poi dei Catalani), S. Maria di Mili S. Pietro, S. Maria della Valle (detta la Badiazza). Vi era un poi palazzo reale con quattro torri.
Nel 1189, il re inglese Riccardo Cuor di Leone, mentre si recava in Terrasanta per la terza crociata, si fermò a Messina per recuperare la dote della propria sorella Giovanna d'Inghilterra, già sposa del re Guglielmo II di Sicilia. I contrasti con il re Tancredi indussero Riccardo a occupare la città insediandosi nel castello di Matagrifone dal quale dominava e spadroneggiava in città. Dopo quasi un anno Riccardo raggiunse un accordo sia con Tancredi che con uno dei suoi stessi compagni di Crociata, il re Filippo Augusto di Francia; l'accordo comprendeva la rinuncia di Riccardo a sposarsi con la sorella di Filippo, Alice, così da poter sposare la principessa Berengaria di Navarra.
Nel corso del Duecento, per concessione di Re Federico II, i Cavalieri Teutonici ebbero facoltà di costruire un loro Gran Priorato con ospedale e chiese, per avere sicura base per le imprese in Terrasanta; sorse così la chiesa di S. Maria Alemanna (o degli Alemanni), in stile gotico.
Nel 1221 Federico II di Svevia convocò l'Assise di Messina, un'assemblea di nobili e feudatari al termine del quale fu emanato un corpo di leggi per il regno di Sicilia.
A seguito della rivolta dei Vespri siciliani contro gli Angioini, nell'estate del 1282, Messina fu posta sotto assedio da Carlo d'Angiò, consapevole che non avrebbe mai potuto avanzare all'interno della Sicilia se non dopo aver espugnato la città sullo stretto. L'assedio durò fino a tutto il mese di settembre, ma la città, strenuamente difesa da Alaimo da Lentini, non fu espugnata. Messina, nell'immediatezza dell'insurrezione, era già stata sede della Communitas Siciliae, un parlamento di città della Sicilia. I siciliani offrirono così la corona di Sicilia a Pietro III d'Aragona, marito di Costanza di Hohenstaufen, figlia del defunto Re Manfredi di Sicilia, che divenne Pietro I Re di Sicilia. La rivoluzione del Vespro si trasformò in un conflitto politico che vide i Siciliani e gli alleati Aragonesi da una parte e gli Angioini, il Papato, il Regno di Francia e le varie fazioni guelfe dall'altra. Il 26 settembre 1282, Re Carlo d'Angiò, sconfitto, fece ritorno a Napoli.

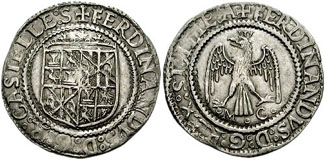
Tarì d'argento di Ferdinando il Cattolico, re di Spagna e Sicilia (1479-1516) coniato nella zecca di Messina

L'inizio del XIV secolo vide rafforzarsi la Monarchia siciliana sotto la guida di re Federico III. Messina continuò ad essere la capitale economica del regno e la Famiglia reale siciliana e la sua corte soggiornavano per lunghi periodi nel Palazzo reale cittadino. La città dello Stretto ospitava colonie di pisani, veneziani e genovesi e una fiorente comunità di ebrei; inoltre aveva relazioni con toscani, marchigiani e liguri, ma anche con marsigliesi e catalani.
Nel 1347, nei primi giorni di ottobre, nel porto di Messina arrivarono delle navi genovesi provenienti da Caffa (oggi chiamata Teodosia) nel Mar Nero. Poco tempo dopo l'arrivo delle navi, in città si manifestò un'epidemia: i malati presentavano rigonfiamenti di colore nero sotto le ascelle e all'inguine, con perdita di sangue e presenza di pus; le emorragie interne provocavano dolori lancinanti e portavano alla morte in pochi giorni, se non nel giro di ventiquattr'ore. Il morbo era la famigerata peste nera o peste bubbonica.

Quando i messinesi capirono che il contagio era da ricondursi all'arrivo delle navi genovesi, queste ultime vennero scacciate al largo, ma ormai l'infezione era dilagante e in poco tempo si sarebbe diffusa in tutta Europa con effetti devastanti fino al 1350. La peste nera del 1347 è quella ricordata da Giovanni Boccaccio nel Decameron.
Passato il flagello epidemico, Messina continuò ad essere una città ricca e sviluppata, culla di artisti e imprenditori. Nel pieno del XV secolo vi nacque e fiorì il grande pittore Antonello da Messina. 
Nel 1492, all'età di 22 anni, Pietro Bembo chiese al padre il permesso di potersi recare a Messina alla famosa scuola di Costantino Lascaris, che veniva ritenuto il migliore dei grecisti dell'epoca; il Bembo rimarrà nella città dello stretto fino al 1494.

## Dal Rinascimento alla rivolta antispagnola
A partire dal XVI secolo il reame insulare siciliano, governato dai Viceré di Sicilia e dal Parlamento siciliano, entrò a far parte di quello che all'epoca era considerato un impero universale: l'Impero spagnolo.
Messina, dopo l'impresa di Tunisi del (1535), accolse l'Imperatore Carlo V con onori trionfali nella zona che fu poi denominata Porta Imperiale. La città era, con il baluardo avanzato Malta, la principale base strategica nel centro del Mediterraneo contro l'espansione ottomana e la pirateria barbaresca. L'economia della città era caratterizzata dal grande sviluppo dell'industria serica e dal porto franco. L'imperatore volle che fosse ampliata la cinta muraria e negli anni successivi furono costruiti il forte Gonzaga (dal nome del viceré dell'epoca), il forte S. Salvatore nella zona falcata e un nuovo arsenale.
Nel 1548, Ignazio de Loyola fondò a Messina il primo Collegio dei Gesuiti al mondo, il famoso Primum ac Prototypum Collegium ovvero Messanense Collegium Prototypum Societatis Iesu, prototipo di tutti gli altri collegi di insegnamento che i Gesuiti fonderanno con successo nel mondo, facendo dell'insegnamento il carattere distintivo dell'Ordine. Il Collegium in seguito si trasformò nel Messanense Studium Generale, ossia l'Università di Messina.
Tra gli uomini di cultura messinesi è da ricordare in particolare Francesco Maurolico (1494-1575) letterato e scienziato, con interessi in vari settori del sapere e della vita cittadina.
Nel 1571 dal porto di Messina partì la flotta cristiana, al comando di Don Giovanni D'Austria, che sconfisse i Turchi nella Battaglia di Lepanto, e Messina accolse la flotta al rientro dalla vittoriosa spedizione. Nella battaglia i messinesi, a bordo delle loro navi, furono comandati da fra Pietro Giustiniani da Messina dell'ordine dei Cavalieri di Malta. Tra i comandanti primeggiarono il conte di Condojanni, Vincenzo Marullo e il barone di Ucria, Pietro Marquett de Guevara, entrambi peloritani. Tra le persone ferite sbarcate dalla flotta c'era Miguel de Cervantes (Miguel Saavedra de Cervantes), che rimase ricoverato nel Grande Ospedale della città per diversi mesi a causa della ferita riportata, alla mano sinistra, in battaglia.
Messina raggiunse, nella prima metà del '600, il periodo di massimo splendore economico, tanto da poter essere annoverata tra le dieci più grandi ed importanti città d'Europa. Allo stesso tempo crebbe il suo ruolo culturale, caratterizzato in particolare da feconde relazioni con Roma. Nel 1638 l'Università di Messina fondò l'Hortus Messanensis, il più antico orto botanico della Sicilia, e chiamò Pietro Castelli, da Roma, per realizzarlo. Castelli utilizzò un innovativo ed originale sistema di classificazione delle piante, anticipando la disposizione riconoscibile in un moderno orto botanico: le piante furono distinte in quattordici classi nell'Hortus, e quindi riunite in quattro hortuli. Pietro Castelli fu sostituito da Marcello Malpighi, fondatore dell'istologia e dell'anatomia vegetale. Marcello Malpighi condusse, gran parte delle sue osservazioni scientifiche sulle piante dell'Hortus Messanensis, poi pubblicate nelle sue opere Anatomes Plantarum Idea e Anatome Plantarum. Un altro illustre cittadino che si formò nell'Urbe e (dopo un temporaneo ritorno) vi si stabilì definitivamente fu Agostino Scilla, valente pittore e fondatore della moderna paleontologia.
Nel XVII secolo Messina continuava ad essere una fiorente città portuale, situata in una posizione strategica da un punto di vista geo-politico ed economico.
La Corona di Spagna, titolare del Trono del Regno di Sicilia, al fine di neutralizzare il nazionalismo e l'indipendentismo siciliano e creare discordia e divisioni tra le maggiori città siciliane, soffiava sul fuoco delle dispute municipalistiche e campanilistiche che esistevano tra Palermo e Messina. Era un periodo in cui molti giuristi ed intellettuali auspicavano la necessità di avere un Sovrano proprio in Sicilia al fine di risollevare le sorti politiche, economiche e sociali dell'Isola. In buona sostanza i monarchi spagnoli difendendo ora Messina contro Palermo e ora Palermo contro Messina, non facevano altro che indebolire le due maggiori città del Regno di Sicilia.
Nel 1674, Messina si ribellò alla Corona di Spagna, titolare del trono del Regno di Sicilia ma, non potendo sostenere da sola tale contrapposizione, chiese la protezione del re francese Luigi XIV, riuscendo così a mantenersi indipendente dall'Impero spagnolo e dal resto del Regno di Sicilia allora governato dai Viceré anche se con gravissime difficoltà. I ribelli erano chiamati Malvizzi, i filo-spagnoli Merli.
Nel 1678, con la firma della pace di Nimega tra Francia e Spagna, la città fu abbandonata a sé stessa dai Francesi e subì una crudele riconquista spagnola. Rioccupata, Messina fu dichiara morta civilmente e privata di tutti i privilegi storici goduti sin dai tempi di Roma; fu abolita la Zecca, chiusa l'Università, abolito il Senato cittadino, il cui palazzo fu distrutto, cospargendo di sale l'area in cui sorgeva in segno di disprezzo; fu fatto calpestare ai cavalli l'Orto botanico e fu sciolto l'ordine militare nobiliare dei Cavalieri della Stella; si confiscarono e si trasferirono in Spagna alcune opere d'arte e soprattutto i preziosi documenti in pergamena contenenti le memorie storiche della città. Inoltre venne costruita una imprendibile fortezza pentagonale nella zona portuale, al Realcittadella, per tenere sotto stretto controllo militare la città. La riconquista spagnola concluse uno dei periodi più floridi della storia della città. Molti cittadini furono banditi; tra questi lo scienziato e docente universitario Giovan Antonio Borelli, condannato a morte in contumacia.
Una nuova epidemia di peste nel 1743, varie carestie (1746,1747,1760) e il terremoto del 5 febbraio 1783, inflissero due nuovi durissimi colpi alla città dello Stretto. I lavori di ricostruzione, pur con gli interventi garantiti dal sovrano Ferdinando III di Sicilia, quali l'esenzione ventennale dalle imposte e lo stato di porto franco, durarono a lungo; la città fu edificata ancora una volta alla vecchia maniera, dimenticando la triste lezione impartita dal sisma.

## Ottocento

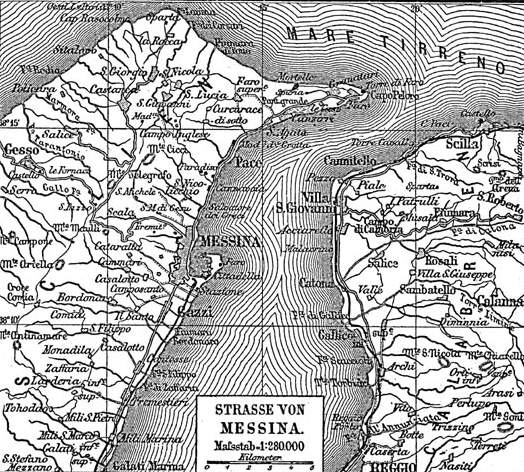
Mappa del 1888

A conclusione delle Guerre napoleoniche, nel 1812 venne promulgata la nuova Costituzione del Regno di Sicilia, Messina divenne il capoluogo dell'omonimo distretto, uno dei 23 in cui era ripartita la Sicilia.
Dopo il Congresso di Vienna anche a Messina si diffuse la Carboneria. Venivano pubblicati diversi giornali che trattavano argomenti letterari, scientifici, artistici, ma anche esprimevano l'aspirazione alla libertà; vi collaboravano Giuseppe La Farina, Carmelo Allegra ecc.
Nel dicembre del 1816, il Regno di Sicilia venne soppresso e accorpato al Regno di Napoli, nacque il Regno delle Due Sicilie sotto il regno dei Borbone. I Siciliani maldigerirono questa situazione, dando il via ad una serie di rivoluzioni anti-borboniche.
Fu Messina, con i moti del 1º settembre del 1847, nella zona di piazza Duomo, ad iniziare la Primavera dei Popoli che interessò l'Europa intera; vi furono morti e feriti ma la rivolta fu subito repressa. Seguirono processi e condanne ma fu giustiziato solo il calzolaio Giuseppe Sciva, di 27 anni, il 2 ottobre 1847.

Il 12 gennaio 1848, scoppiò a Palermo la Rivoluzione siciliana del 1848, nuovamente ribellatasi al Regno delle due Sicilie, Messina subì per otto mesi pesanti bombardamenti da parte dei cannoni della sua stessa cittadella, in mano all'Esercito delle Due Sicilie e dovette ancora una volta capitolare alle truppe comandate dal generale Filangeri che la flotta borbonica riuscì a sbarcare. Questi bombardamenti procurarono al re Ferdinando II di Borbone il soprannome di Re Bomba. I messinesi si difesero con grande eroismo, ma alla fine dovettero cedere. Alcuni giovani, detti Camiciotti (cioè in camicia), per non arrendersi si gettarono nel pozzo del convento della Maddalena.
Nel 1848, durante i moti risorgimentali di Messina, il medico chirurgo Ferdinando Palasciano nato a Capua ed ufficiale dell'Esercito delle Due Sicilie, si adoperò per prestare soccorso sanitario anche ai nemici nonostante fosse stato minacciato di fucilazione dal generale Carlo Filangieri. Questa esperienza esposta nelle sue successive dichiarazioni al Congresso Internazionale dell'Accademia Pontaniana di Napoli del 1861 ebbe una vasta risonanza in Europa e fu alla base della Convenzione di Ginevra del 1864 che dette vita alla Croce Rossa.
Nell'estate del 1854 la città e la provincia di Messina sono colpite da un'epidemia di colera che cagiona la morte di svariate centinaia di persone tra cui lo stesso Sindaco della città dello Stretto.
Il 27 luglio 1860 i Garibaldini, vittoriosi a Milazzo, entrarono in città, anche se i soldati borbonici resistettero nella cittadella fino alla primavera dell'anno successivo (cadde il 12 marzo 1861). Dopo qualche mese Messina ricevette la visita di Vittorio Emanuele II, ma l'unificazione d'Italia portò alla soppressione di prerogative fiscali e commerciali locali, nella restaurazione delle quali la città sperava.
Nel 1866 Giuseppe Mazzini venne eletto alla Camera dei deputati nel collegio elettorale di Messina. La Camera dei deputati annullò il voto dei messinesi con 181 voti contro 107, motivando l'annullamento con la condanna a morte di Mazzini per i moti genovesi del 1858. Il Collegio elettorale chiamato ad esprimersi nuovamente rielesse per la seconda volta come suo deputato, che il 7 febbraio 1867 rinunciò comunque alla carica.
Nel 1884 Ilya Ilyich Mechnikov, anche noto come Elia Metchnikoff, scoprì a Messina, dove si era trasferito da qualche anno proveniente dalla Russia, la fagocitosi, cioè il processo di ingestione da parte della cellula di particelle di grandi dimensioni, che fa parte anche dei meccanismi di difesa dei vertebrati contro l'infezione batterica. Per tale scoperta Mechnikov fu insignito nel 1908 del Premio Nobel per la Medicina e la Fisiologia.

## Novecento

Veduta di Messina prima del terremoto del 1908

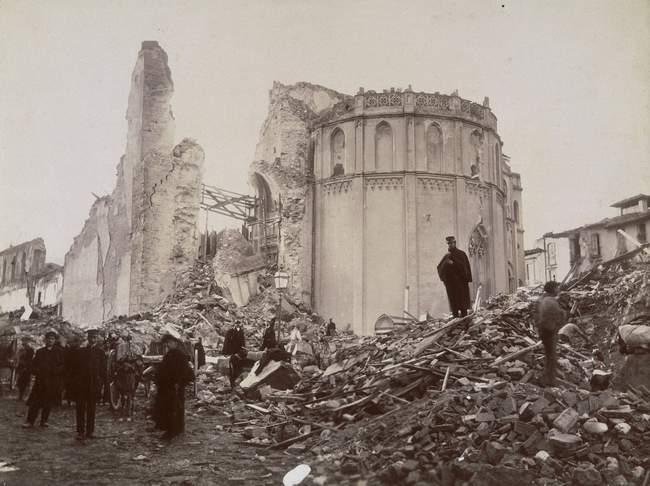
Distruzione dopo il terremoto del 1908 (fotografo: Wilhelm von Gloeden)

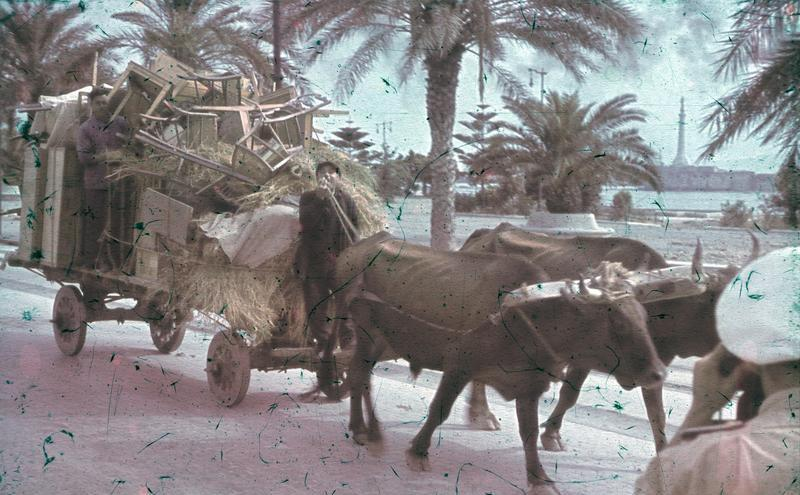
Sfollati a Messina nel 1943

Dalla seconda metà dell'Ottocento e nei primi del Novecento a Messina erano fiorenti sia le attività economiche che la cultura. Vi erano illustri letterati, musicisti, giuristi; all'Università insegnarono famosi docenti, tra cui Giovanni Pascoli, Ettore Ciccotti, Vittorio Emanuele Orlando, Gaetano Salvemini.
Messina fu gravemente danneggiata dal terribile terremoto del 28 dicembre 1908, che uccise circa 70.000 dei suoi abitanti e distrusse il 90% degli edifici, tra cui la celebre Palazzata. Essa ricevette aiuti da tutta l'Italia e da paesi esteri e fu successivamente ricostruita sullo stesso sito con un nuovo razionale impianto urbanistico progettato dall'ingegnere Luigi Borzì. Durante la prima guerra mondiale del 1915 -1918, furono 1400 i messinesi a cadere in battaglia. Fu nuovamente danneggiata dai bombardamenti angloamericani del 1943, che causarono migliaia di morti.  Durante la seconda guerra mondiale 1940-1945 furono 90 i messinesi a cadere in battaglia. Nello stesso anno, il 14 agosto, la città fu anche teatro di un eccidio compiuto dai tedeschi noto come strage di Chiusa Gesso e in cui vennero uccisi cinque carabinieri e un civile. Per la tenacia nel resistere alle catastrofi e nel rinascere ancora una volta, la città fu decorata con una medaglia d'oro al valor militare ed una al valor civile.
Dal primo al tre giugno 1955, mentre era Ministro degli esteri il messinese Gaetano Martino, la città ospitò la Conferenza di Messina, passo fondamentale e decisivo che avrebbe portato alla costituzione dell'Euratom e della CEE (Comunità Economica Europea), diventata in seguito Unione europea.

## Anni Duemila

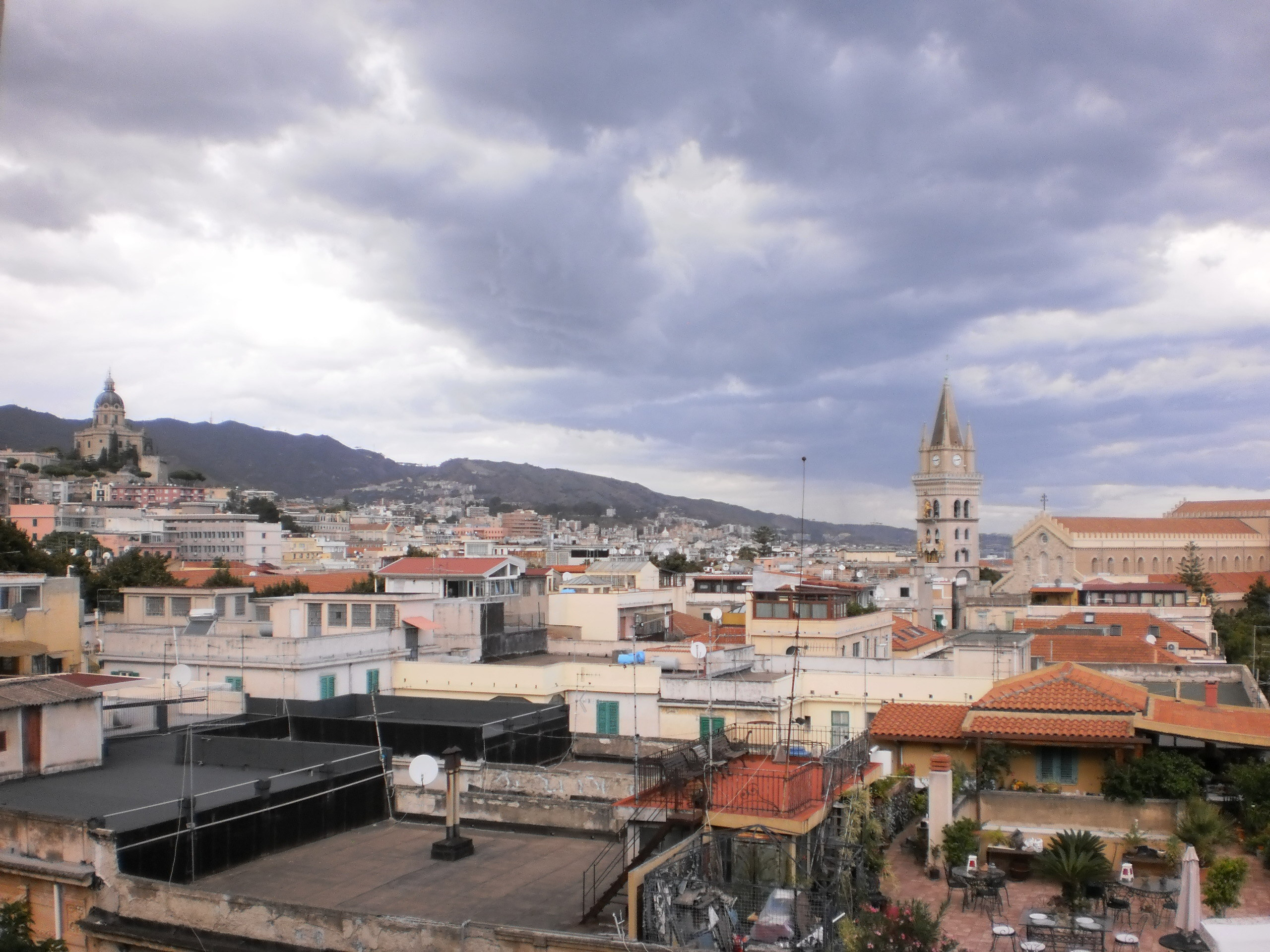
Messina nel 2012

Nell'ottobre 2009 la zona sud della città è colpita da un'alluvione. I centri più colpiti sono stati Scaletta Marina, nel comune di Scaletta Zanclea e diverse località del comune di Messina: Giampilieri Superiore, Giampilieri Marina, Altolia, Molino, Santo Stefano di Briga, Briga Superiore e Pezzolo. Alla fine si conteranno 37 vittime e centinaia di sfollati.